# Little Red Corvette
"Little Red Corvette" es una canción del músico estadounidense Prince. Lanzada como un sencillo del álbum de 1999 en 1983, la canción fue su mayor éxito en ese momento, y fue el primero en alcanzar el top 10 en los EE. UU., Alcanzando el número seis en el Billboard Hot 100 singles chart. También fue su primer sencillo en tener un mejor desempeño en el pop chart que en el R&B chart.

## Videoclip
"Little Red Corvette" (dirigido por Bryan Greenberg y lanzado en febrero de 1983) fue el segundo video musical de Prince reproducido en MTV. El primero fue "1999" el año anterior antes de "Billie Jean" de Michael Jackson y después de "Pass the Dutchie" de Musical Youth.
- Datos: Q2342791